# Dicalco
A l'antiga Grècia, el dicalco (del grec dis, dos i chalkós, coure) era una moneda de bronze de dos calcos o 14 lepto, que equivalia a un tartemori de plata o a la quarta part del Òbol. Aquesta moneda també existia en els sistemes monetaris de fenicis i cartaginesos.
L'emperador romà August va introduir també aquesta moneda a Alexandria, la qual es va encunyar fins a temps de Marc Aureli.